# José Luís Carneiro
José Luís Pereira Carneiro (né le 4 octobre 1971) est un homme politique portugais du Parti socialiste.

## Carrière politique
José Luís Carneiro est maire de Baião entre 2005 et 2015, secrétaire d'État aux Communautés portugaises de 2015 à 2019 et ministre de l'Administration intérieure du XXIIIe gouvernement constitutionnel du Portugal de 2022 à 2024.
À la suite de la démission du Premier ministre António Costa, José Luis Carneiro annonce en novembre 2023 se porter candidat au secrétariat général du Parti socialiste. Il est cependant défait le mois suivant lors de l'élection primaire face à l'ancien ministre Pedro Nuno Santos.
Il présente de nouveau sa candidature au secrétariat général à la suite de la déroute du PS aux élections législatives anticipées du 18 mai 2025. Avec le renoncement de plusieurs figures de poids comme Fernando Medina, Mariana Vieira da Silva, Ana Catarina Mendes et Duarte Cordeiro, il est proclamé seul candidat le 13 juin suivant. À la suite du vote des militants, il est élu secrétaire général le 28 juin avec 95,4 % des voix et 48,5 % de participation.